# Hybanthus decaryanus
Hybanthus decaryanus H.Perrier – gatunek roślin z rodziny fiołkowatych (Violaceae). Występuje endemicznie w zachodniej części Madagaskaru. 

## Morfologia
PokrójZimozielony krzew dorastający do 0,5 m wysokości.
LiścieBlaszka liściowa ma odwrotnie jajowaty kształt. Mierzy 0,7–9,5 cm długości oraz 0,5–1 cm szerokości, jest piłkowana na brzegu, ma ostrokątną nasadę i spiczasty wierzchołek. Przylistki są okrągławe i osiągają 1 mm długości. Ogonek liściowy jest nagi i ma 2 mm długości.
KwiatyPojedyncze, wyrastające z kątów pędów. Mają działki kielicha o trójkątnym kształcie i dorastających do 2–3 mm długości. Płatki są sierpowate i mają 2–4 mm długości.
OwoceTorebki mierzące 6 mm długości, o elipsoidalnym kształcie.

## Biologia i ekologia
Rośnie na wybrzeżu; na terenach piaszczystych i skalistych. 